# Walliser Landschaf

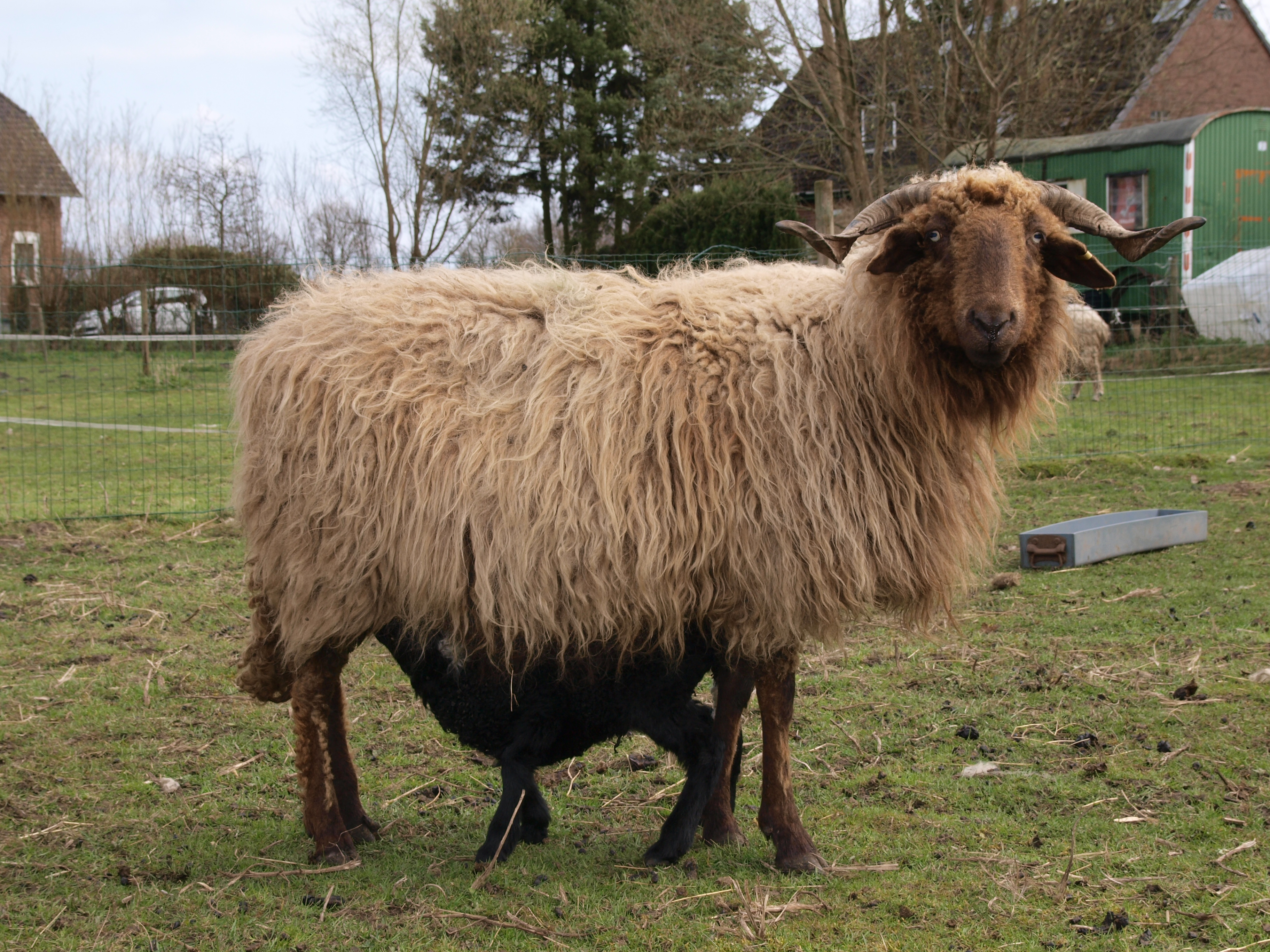
Eine Walliser Landschaf-Aue säugt ihr vier Tage altes Lamm

Das Walliser Landschaf (fr. Roux du Valais, früher Roux du Pays) ist eine gehörnte heute vor allem im Unterwallis, im westlichen Schweizer Mittelland, im Jura, in den Berner Alpen und im Welschland anzutreffende Rasse. 
Das Walliser Landschaf hat eine ausgeprägte Ramsnase und rotbraune oder schwarze Wolle, die im Alter vergraut. Beide Geschlechter tragen eine rollenförmige Behornung. Es ist mittel- bis grossrahmig, hat wenig ausgeprägte Fleischpartien und zählt zu den leichteren Schafrassen: Auen wiegen 50 bis 75, die Widder 60 bis 90 Kilogramm.
Wahrscheinlich stammt diese Rasse vom ausgestorbenen Kupferschaf ab. Sie war im Oberwallis ursprünglich so verbreitet wie das bekannte Walliser Schwarznasenschaf. In den 1980er Jahren stand das Walliser Landschaf  kurz vor dem Aussterben. 1985 begann ProSpecieRara mit einem Projekt zur Erhaltung dieser urtümlichen Walliser Schafrasse.
Das an die rauen Bedingungen des Hochgebirges angepasste, genügsame Schaf hat einen ruhigen Charakter und einen ausgeprägten Herdentrieb. Ablammungen sind asaisonal. Es eignet sich für extensive Haltung und zur Nutzung von Fleisch und Wolle.